# Celldömölk
Celldömölk é uma cidade da Hungria, situada no condado de Vas. Tem 52,39 km² de área e sua população em 2019 foi estimada em 10.646 habitantes.